# 寺原真希子
寺原 真希子（てらはら まきこ、1974年12月23日 - ）は、日本の弁護士、ニューヨーク州弁護士。公益社団法人「Marriage For All Japan – 結婚の自由をすべての人に」代表理事、「結婚の自由をすべての人に」訴訟東京弁護団共同代表。

## 来歴

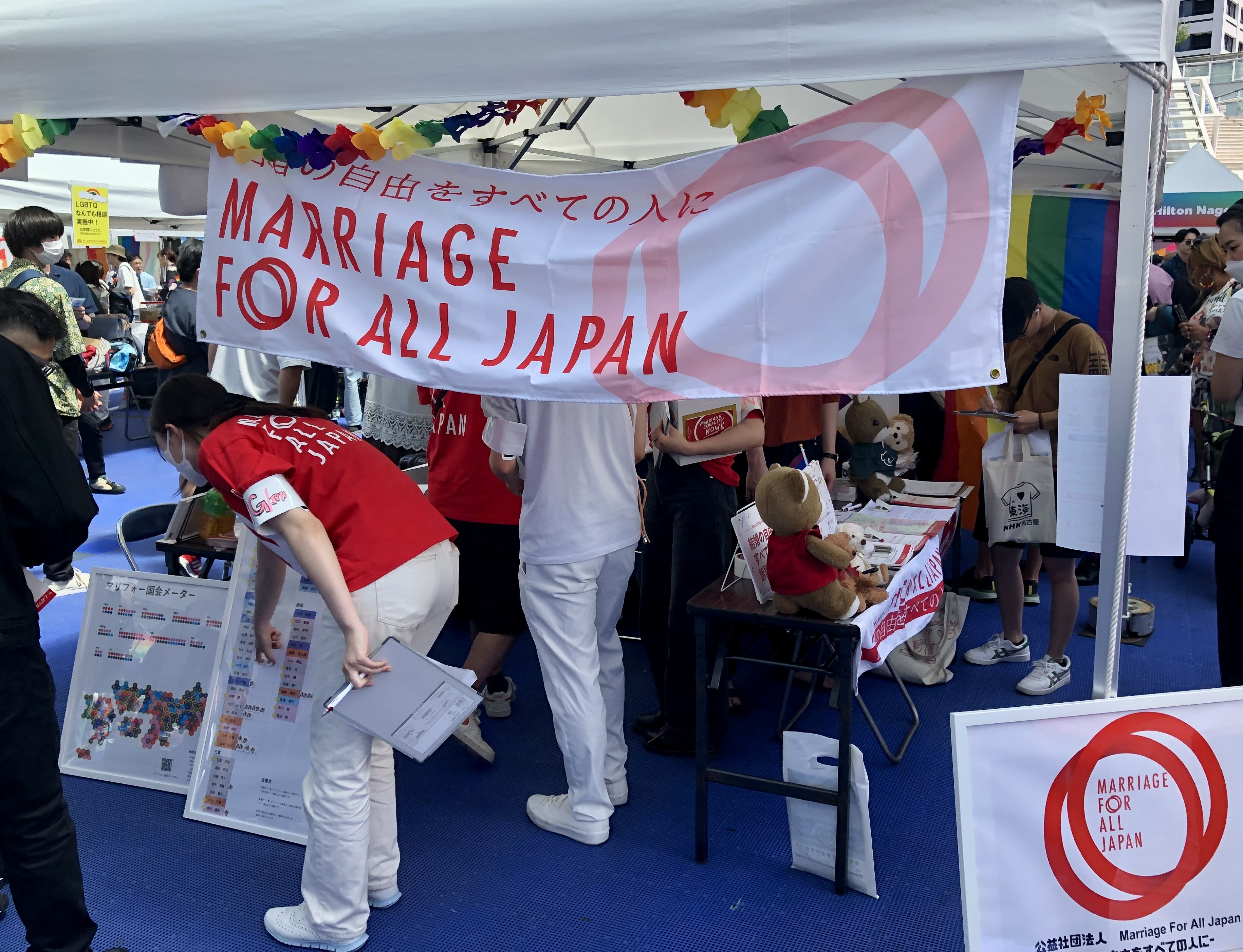
代表理事を務める公益社団法人「Marriage For All Japan – 結婚の自由をすべての人に」

東京大学理科類在学中に母親の持論である「精神的自立は経済的自立から」という考えの影響や公民の授業で憲法の精神に中学生ながら感銘を受けた記憶がよみがえり、3年から法学部に文転した。1997年、東京大学法学部卒業。同年、司法試験に合格。2000年、弁護士登録。DVへの問題意識はあったが、視野を広げるため様々な観点から弁護士業を行ってみたいという考えがあり、長島・大野・常松法律事務所に入所した。企業法務が主な業務で、M&Aや独占禁止法・知的財産法などが絡む案件に取り組む。
2006年、ニューヨーク大学ロースクールに入学し、翌2007年に修了。LL.M修得。2008年 ニューヨーク州弁護士登録。2010年、榎本・寺原法律事務所共同パートナー。2016年7月、東京表参道法律会計事務所共同パートナー。
2015年7月7日、41都道府県の性的少数者455人が、日本で同性婚が法制化されていないのは人権侵害であるとして、日本弁護士連合会に対して人権救済の申立てをした。申立てに当たり、寺原ら「LGBT支援法律家ネットワーク」の有志の弁護士は同性婚人権救済弁護団を作り、活動の中心を担った。
2018年11月14日、同性同士が法律婚できないのは違憲だとして、複数の同性カップルが国に損害賠償を求め、翌2019年に東京など複数の地裁で一斉提訴する方針を固めたことが毎日新聞の報道で明らかとなった。同年11月28日、弁護団を代表して、寺原、三輪晃義、上杉崇子はメディアとの懇談会を開催。訴訟の概要や経緯を説明した。
2019年1月22日、弁護団の有志と当事者、市民らによって、性的少数者への理解促進、社会教育事業及び啓発活動を目的とする一般社団法人「Marriage For All Japan – 結婚の自由をすべての人に」が設立され（2021年に公益社団法人化）、寺原と三輪が代表理事に就任した。寺原は東京弁護団の共同代表も務めることとなった。弁護団は、法人の名称に合わせ、集団訴訟を『「結婚の自由をすべての人に」訴訟』と名付けた。
2024年12月13日時点で「結婚の自由をすべての人に」訴訟は北海道訴訟（最高裁）、関西訴訟（大阪高裁）、東京1次訴訟（東京高裁）、東京2次訴訟（東京高裁）、愛知訴訟（名古屋高裁）、九州訴訟（福岡高裁）の6つに分かれ、それぞれで裁判が行われている。同年3月14日に札幌高裁は憲法24条2項、14条に加え、24条1項にも違反するとの初判断を下し、同年12月13日に福岡高裁は憲法13条にも違反するとの初めての判断を下した。

## 職歴
- 2008年：メリルリンチ日本証券株式会社リーガルカウンセル（〜2010年）
- 2018年：株式会社アドバンテッジリスクマネジメント社外監査役。
- 2019年：日本フェィウィック株式会社社外取締役。
- 2020年：東京都港区教育委員会委員。